# Johann Friedrich Carl Schröter
Johann Friedrich Carl Schröter (* 18. Januar 1807 in Bernburg; † 27. Juli 1849 in Zellin) war ein deutscher Pfarrer und Politiker.

## Leben
Schröter war der Sohn des Kürschnermeisters und Rauchwarenhändlers Christian Samuel Schröter. Er war evangelisch und heiratete 1840. Von 1824 bis 1827 studierte er Evangelische Theologie an der Universität Halle. Nach dem Studium war er von 1827 bis 1832 Hauslehrer in Dornburg (Anhalt), Brützke bei Magdeburg und Bruchhagen bei Angermünde. Von 1832 bis 1847 war er Diakon (2. Prediger) in Angermünde und Pfarrer in Welsow. Zwischen 1832 und 1842 war er auch Mitgründer und Leiter einer Mädchenschule in Angermünde. Dort war er auch Gründer einer Kleinkinder-Bewahranstalt und einer Suppenanstalt. Von 1847 bis 1849 wirkte er als Prediger in Zellin. Daneben war er Verfasser religiöser Schriften (u. a. "Das Evangelium für den Jugendunterricht, besonders für Konfirmanden", Berlin 1839).
Er war Vorsitzender im Gustav-Adolph-Verein in Angermünde, 1846 Teilnehmer an der Preußischen Generalsynode. 1848 gehörte er dem königstreuen Club in Zellin als Vorsitzender an. Vom 16. April 1849 (für Gustav Freiherr von Maltzahn) bis zum 20. Mai 1849 vertrat er den Wahlkreis 18. Provinz Brandenburg (Königsberg) in der Frankfurter Nationalversammlung. Er blieb fraktionslos und stimmte mit dem Rechten Zentrum.